# Wolterstorffina
Wolterstorffina es un pequeño género de anfibios de la familia Bufonidae nativo de Nigeria y Camerún.

## Especies
Se reconocen las siguientes según ASW:
| Nombre binomial              | Autor                 |
| ---------------------------- | --------------------- |
| Wolterstorffina chirioi      | Boistel & Amiet, 2001 |
| Wolterstorffina mirei        | (Perret, 1971)        |
| Wolterstorffina parvipalmata | (Werner, 1898)        |